# Isocopris tarsalis
Isocopris tarsalis là một loài bọ cánh cứng trong họ Bọ hung (Scarabaeidae).